# Cephalota
Cephalota là một chi bọ cánh cứng, theo phân loại trước đây nó là phân chi của Cicindela.

## Các loài
Chi này gồm các loài:
- Cephalota atrata (Pallas, 1776)
- Cephalota besseri (Dejean, 1826)
- Cephalota chiloleuca (Fischer von Waldheim, 1820)
- Cephalota circumdata (Dejean, 1822)
- Cephalota deserticola (Faldermann, 1836)
- Cephalota deserticoloides (Codina, 1931)
- Cephalota dulcinea Marco, De la Rosa & Baena, 2006
- Cephalota eiselti (Mandl, 1967)
- Cephalota elegans (Fischer von Waldheim, 1823)
- Cephalota galathea (Theime, 1881)
- Cephalota hispanica (Gory, 1833)
- Cephalota jakowlewi (Semenov, 1895)
- Cephalota kutshumi (Putchkov, 1993)
- Cephalota littorea (Forskal, 1775)
- Cephalota luctuosa (Dejean, 1831)
- Cephalota maura (Linnaeus, 1758)
- Cephalota schrenkii (Gebler, 1841)
- Cephalota tibialis (Dejean, 1822)
- Cephalota turcica (Schaum, 1859)
- Cephalota turcosinensis (Mandl, 1938)
- Cephalota vonderdeckeni Gebert, 1992
- Cephalota zarudniana (Tschitscherine, 1903)

## Hình ảnh

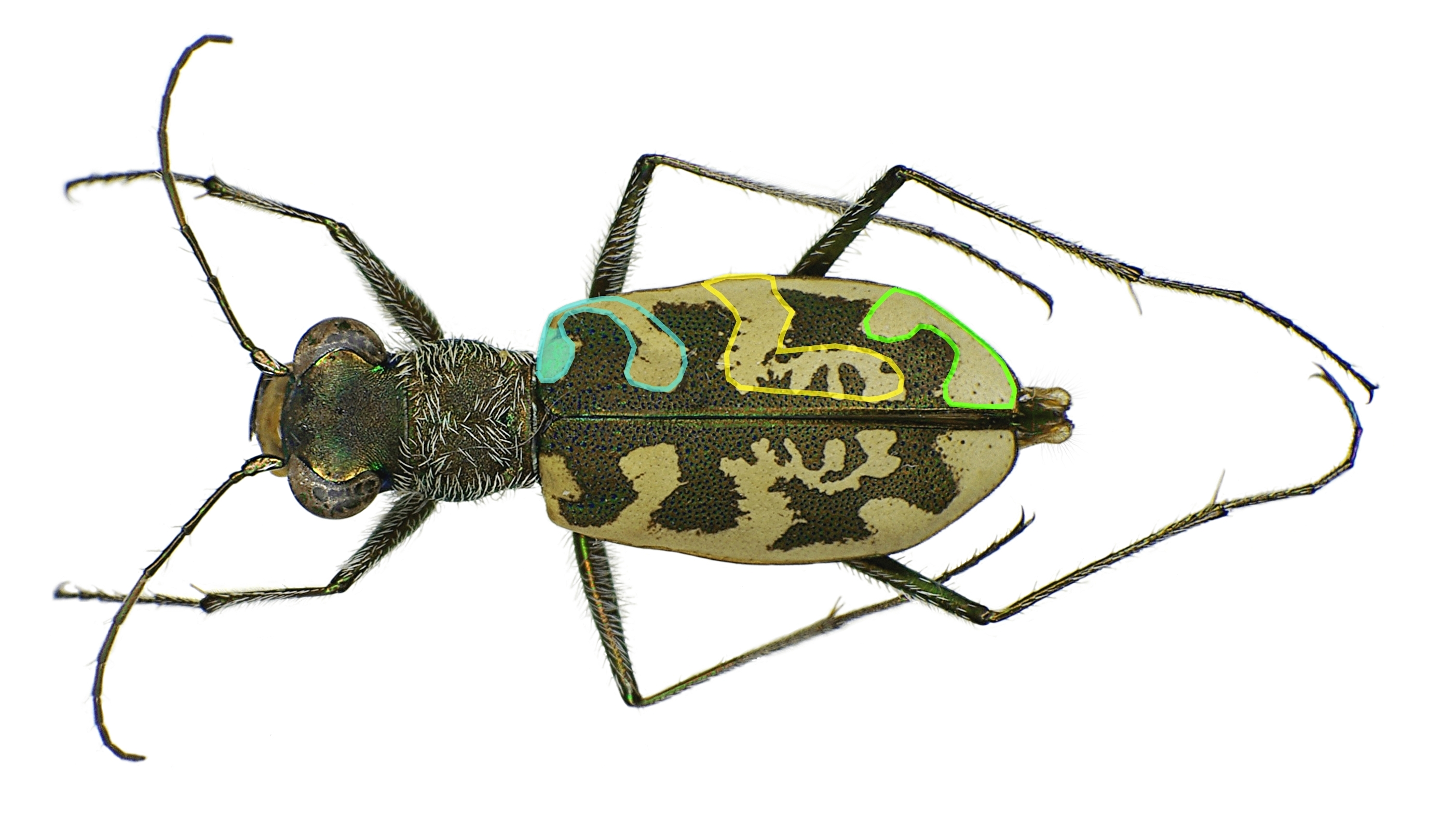
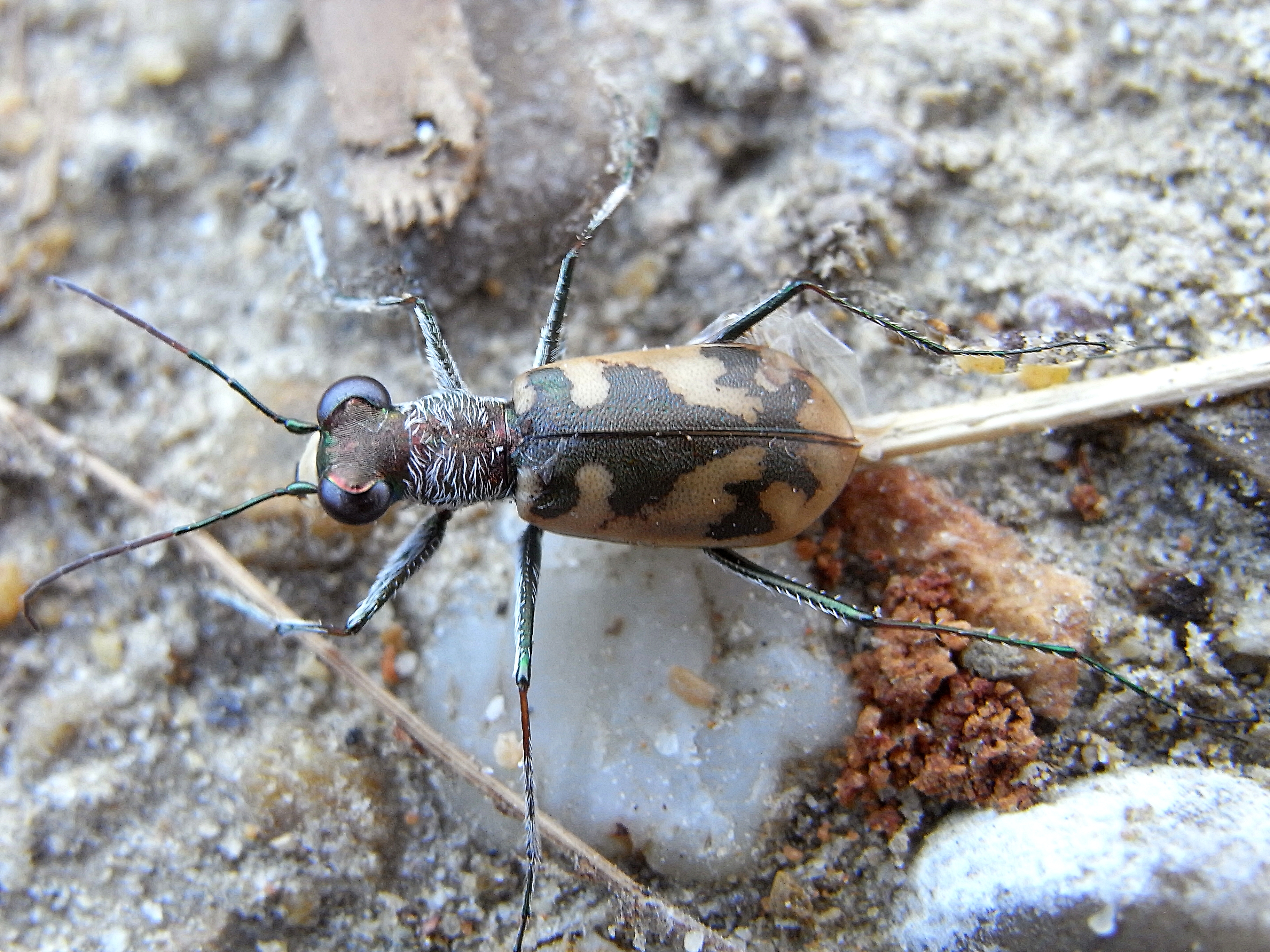